# Pablo Mastroeni
Pablo Mastroeni (Mendoza, Argentina, 29 de agosto de 1976), é um ex-futebolista argentino naturalizado estadunidense e atual treinador do Real Salt Lake.

## Carreira

### Como jogador

#### Infância e juventude
Mastroeni se mudou para os Estados Unidos com sua família aos quatro anos de idade, fixando-se em Phoenix, Arizona. Ele estudou na Thunderbird High School, e jogou futebol no juvenil para o Santos Futbol Clube. Mastroeni entrou na North Carolina State University, onde jogou na equipe de futebol de 1994 à 1997. De 1995 à 1997, ele passou a jogar também pelo Tucson Amigos da USISL.

#### Profissional
Em fevereiro de 1998, o Miami Fusion selecionou Mastroeni na segunda rodada do MLS College Draft. Ele jogou quatro temporadas pelo Fusion, tornando-se titular a partir do seu segundo ano na equipe, jogando como zagueiro e volante, e foi nomeado para o MLS Best XI em 2001.
O Fusion foi dissolvido após a temporada de 2001 e Mastroeni foi o primeiro a ser escolhido no Draft MLS Allocation de 2002, pelo Colorado Rapids. Mastroeni marcou seu primeiro gol em um playoff contra o Columbus Crew em 28 de outubro de 2010.
Mastroeni foi negociado com o Los Angeles Galaxy em junho de 2013 e se aposentou no final da temporada.

#### Internacional
Mastroeni ganhou sua primeira chance contra o Equador em 7 de junho de 2001, quando Chris Armas saiu com uma lesão poucas semanas antes da Copa do Mundo de 2002. Mastroeni foi titular no primeiro jogo dos Estados Unidos na copa, em que seu time derrotou Portugal por 3 à 2.
Em 10 de janeiro de 2005, ele teve um lesão no quadríceps da perna esquerda, durante o treinamento com a equipe nacional, e foi anunciado que ele ficou afastado de seis a oito semanas.
Em 2 de maio de 2006, Mastroeni foi convocado para a Copa do Mundo pela segunda vez em sua carreira. Em 17 de junho, numa partida da Copa do Mundo da FIFA contra a Itália, Mastroeni recebeu cartão vermelho por uma entrada dura em Pirlo no final do primeiro tempo. Mastroeni foi multado em 7500 francos suíços e recebeu uma suspensão de três jogos, perdendo o último jogo dos EUA da Copa do Mundo e os dois primeiros jogos da Copa Ouro da CONCACAF de 2007.

### Como treinador
Mastroeni treinou o Rapids  como interino desde que Oscar Pareja deixou o time  para treinar o FC Dallas em 10 de janeiro de 2014. Em 8 de março de 2014, Mastroeni foi anunciado como treinador principal do Colorado Rapids.

## Títulos

### Como jogador
Miami Fusion
- MLS Supporters' Shield: 2001
- Eastern Conference: 2001

 Colorado Rapids
- MLS Cup: 2010
- Eastern Conference: 2010

 Estados Unidos
- CONCACAF Gold Cup: 2005 e 2007

Individual
- MLS Best XI: 2001